# مسجد بيت الحمد
مسجد بيت الحمد Baitul Hamd Mosque هو مسجد يقع في ميسيسوغا في أونتاريو غرب تورونتو، ويتبع الجماعة الأحمدية في  كندا. 
تم شراؤه عام 1999 وتحويله إلى مسجد ومكان يصلح للصلاة. وزود بمكتبة إسلامية وعيادة ومرافق أخرى. 